# سيدني باجيت
سيدني إدوارد باجيت (بالإنجليزية: Sidney Edward Paget) رسام بريطاني من العصر الفيكتوري ولد في أكتوبر/تشرين الأول 1860، وتوفي في 28 يناير/كانون الثاني 1908، اشتهرسييدني باجيت برسومه التوضيحية التي رافقت قصص وروايات شيرلوك هولمز التي كتبها اللسيرآرثر كونان دويل، أنتج باجيت نحو 350 من الرسوم التوضيحية زينت 37 قصة بين الأعوام 1891 و1904.